# Юрово (Заокский район)
Юрово — упразднённая деревня в Заокском районе Тульской области России. Ныне является урочищем на территории современного Демидовского сельского поселения. Исключена из учётных данных в 1986 году.

## География
Урочище находится на севере Тульской области, на расстоянии в 53 километрах от города Алексина.

### Климат
Климат умеренно-континентальный с резко выраженными сезонами года: умеренно холодной зимой и тёплым летом. Средняя температура января −10 °C, июля +20 °C. Безморозный период длится в среднем около 147 дней.

## История
В «Списке населённых мест Тульской губернии по сведениям 1859 года» населённый пункт был упомянут как деревня Алексинского уезда, расположенная в 50 вёрстах от уездного города. Насчитывалось 10 дворов.
По данным 1926 года, в деревне насчитывалось 14 сельских хозяйств. Входила в Мокроусовский сельсовет Пахомовского района.

## Население
| Численность населения | Численность населения |
| 1859                  | 1926                  |
| --------------------- | --------------------- |
| 90                    | ↘81                   |

По данным Всесоюзной переписи населения 1926 года, в деревне проживало 32 мужчины и 49 женщин.